# Cinara pilicornis
Cinara pilicornis är en insektsart som först beskrevs av Hartig 1841. Enligt Catalogue of Life ingår Cinara pilicornis i släktet Cinara och familjen långrörsbladlöss, men enligt Dyntaxa är tillhörigheten istället släktet Cinara och familjen barkbladlöss. Arten är reproducerande i Sverige. Inga underarter finns listade i Catalogue of Life.